# Retzia
Retzia, monotipski rod grmova, smješten u tribus Stilbeae, dio porodice Stilbaceae, južnoafrički je endem. 

## Opis
Čvrst uspravan, neobičan grm gustog lišća s baršunastim granama. Listovi su kruti i uski, tamnozeleni do boje hrđe; cjevasti, svilenkasti cvjetovi su crveni do narančasti s crnim režnjevima, na vrhu s čupercima bijelih dlačica; prašnici su djelomično srasli s vjenčićem. Cvjetaju od rujna do ožujka 

## Stanište
Pješčenjačke padine, u biomima fynbosa: Overberg Sandstone Fynbos, Kogelberg Sandstone Fynbos, Hangklip Sand Fynbos.

## Rasprostranjenost
Retzia capensis ima ograničenu rasprostranjenost u planinama Western Capea, s opsegom pojavljivanja (EOO) od 3452 km². Česta je, nema ozbiljnih prijetnji i nije u opasnosti od izumiranja. Stoga je navedena kao najmanja zabnrinutost (LC).

## Sinonimi
- Retzia campanuloides (L.f.) Spreng.; Syst. Veg. 1: 589 (1824)
- Retzia roelloides (L.f.) Spreng.; Syst. Veg. 1: 589 (1824)
- Retzia spicata J.F.Gmel.; Syst. Nat.: 333 (1791)
- Retzia spicata Thunb. ex L.f.; Suppl. 138 (1781)

- R. capensis
- R. capensis